# یانگ ایس
یانگ ایس (به ژاپنی: ヤングエース Yangu Ēsu) نام یک ماهنامهٔ سینن مانگای ژاپنی که از ژوئیه ۲۰۰۹ توسط انتشارات کادوکاوا شوتن به چاپ می‌رسد.

## برخی از مجموعه‌ها
- آخرین تبعیدی
- بلک راک شوتر
- دیگری
- جنگ‌های تابستانی
- سگ‌های ولگرد بونگو
- فیت/زیرو
- کیل لا کیل
- میرای نیکی پارادوکس